# James T. Johnston

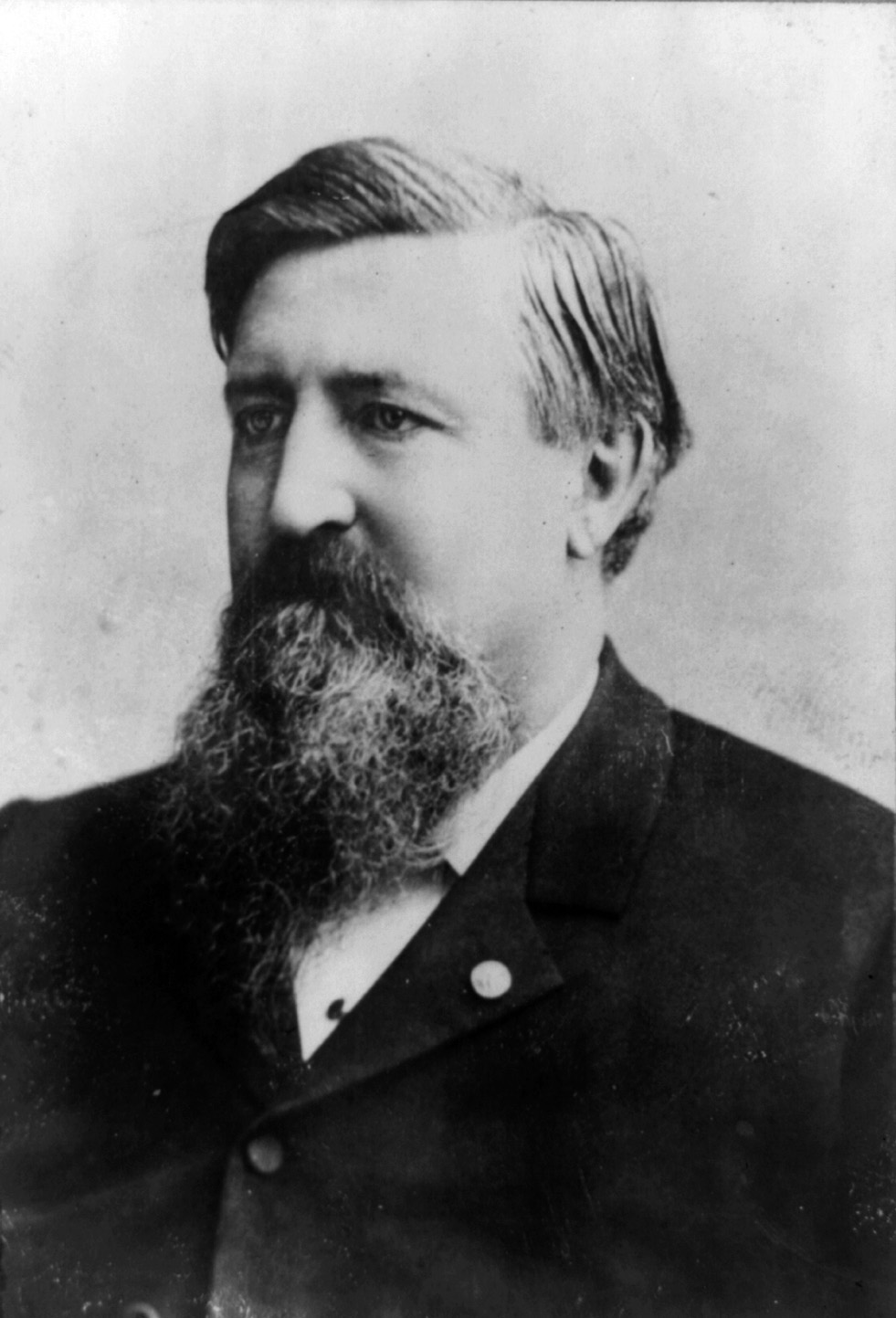
James T. Johnston

James Thomas Johnston (* 19. Januar 1839 bei Greencastle, Indiana; † 19. Juli 1904 in Rockville, Indiana) war ein US-amerikanischer Politiker. Zwischen 1885 und 1889 vertrat er den Bundesstaat Indiana im US-Repräsentantenhaus.

## Werdegang
James Johnston besuchte die öffentlichen Schulen seiner Heimat. Während des Bürgerkrieges diente er zwischen 1862 und 1865 in verschiedenen Einheiten im Heer der Union, in dem er es bis zum Leutnant brachte. Nach einem Jurastudium und seiner im Jahr 1866 erfolgten Zulassung als Rechtsanwalt begann er in Rockville in diesem Beruf zu arbeiten. Zwischen 1866 und 1868 war er auch als Staatsanwalt tätig.
Politisch war Johnston Mitglied der Republikanischen Partei. Im Jahr 1868 wurde er in das Repräsentantenhaus von Indiana gewählt; zwischen 1874 und 1878 gehörte er dem Staatssenat an. Bei den Kongresswahlen des Jahres 1884 wurde er im achten Wahlbezirk von Indiana in das US-Repräsentantenhaus in Washington, D.C. gewählt, wo er am 4. März 1885 die Nachfolge von John Edward Lamb antrat. Nach einer Wiederwahl konnte er bis zum 3. März 1889 zwei Legislaturperioden im Kongress absolvieren. Im Jahr 1888 unterlag er dem Demokraten Elijah V. Brookshire.
Nach seinem Ausscheiden aus dem US-Repräsentantenhaus praktizierte James Johnston wieder als Anwalt. Im Jahr 1893 war er Leiter der Indiana-Sektion der Veteranenvereinigung Grand Army of the Republic. Er starb am 19. Juli 1904 in Rockville, wo er auch beigesetzt wurde.